# 芦原温泉站
36°12′52″N 136°14′6″E / 36.21444°N 136.23500°E
芦原温泉站（日语：／ Awaraonsen eki）位於日本福井縣芦原市春宮一丁目，是西日本旅客鐵道（JR西日本）北陸新幹線、日本貨物鐵道與福井幸福鐵道的鐵路站。

## 概要
本站是蘆原市的代表車站，但位置上卻遠離市中心區、越前鐵道的蘆原湯之町站及溫泉街，然而，本站每日客量都比蘆原湯之町站為高。未合併前則是舊金津町地區的主要站和代表站。
是通往縣內北部地區芦原温泉、東尋坊等觀光點的門戶站。
JR在來線年代作爲主要車站，有定期列車在早上和晚上從本站開往福井站和武生方向。

## 構造

### 新幹線
建於在來線路軌東側，屬高架路段，大堂及驗票口設於2樓，並建有新通道連接至原來架空的在來線大堂，以方便轉乘。月台層設於3樓。

#### 月台
設有側式月台2個，中央部份另設有2條快速通過線。全月台都被上蓋所覆蓋
| 月台 | 路線       | 方向 | 目的地         |
| ---- | ---------- | ---- | -------------- |
| 11   | 北陸新幹線 | 上行 | 金澤、東京方向 |
| 12   | 北陸新幹線 | 下行 | 福井、敦賀方向 |

#### 歷史
- 2024年3月16日：隨北陸新幹線金澤～敦賀開通，本站開業。

### 在來線

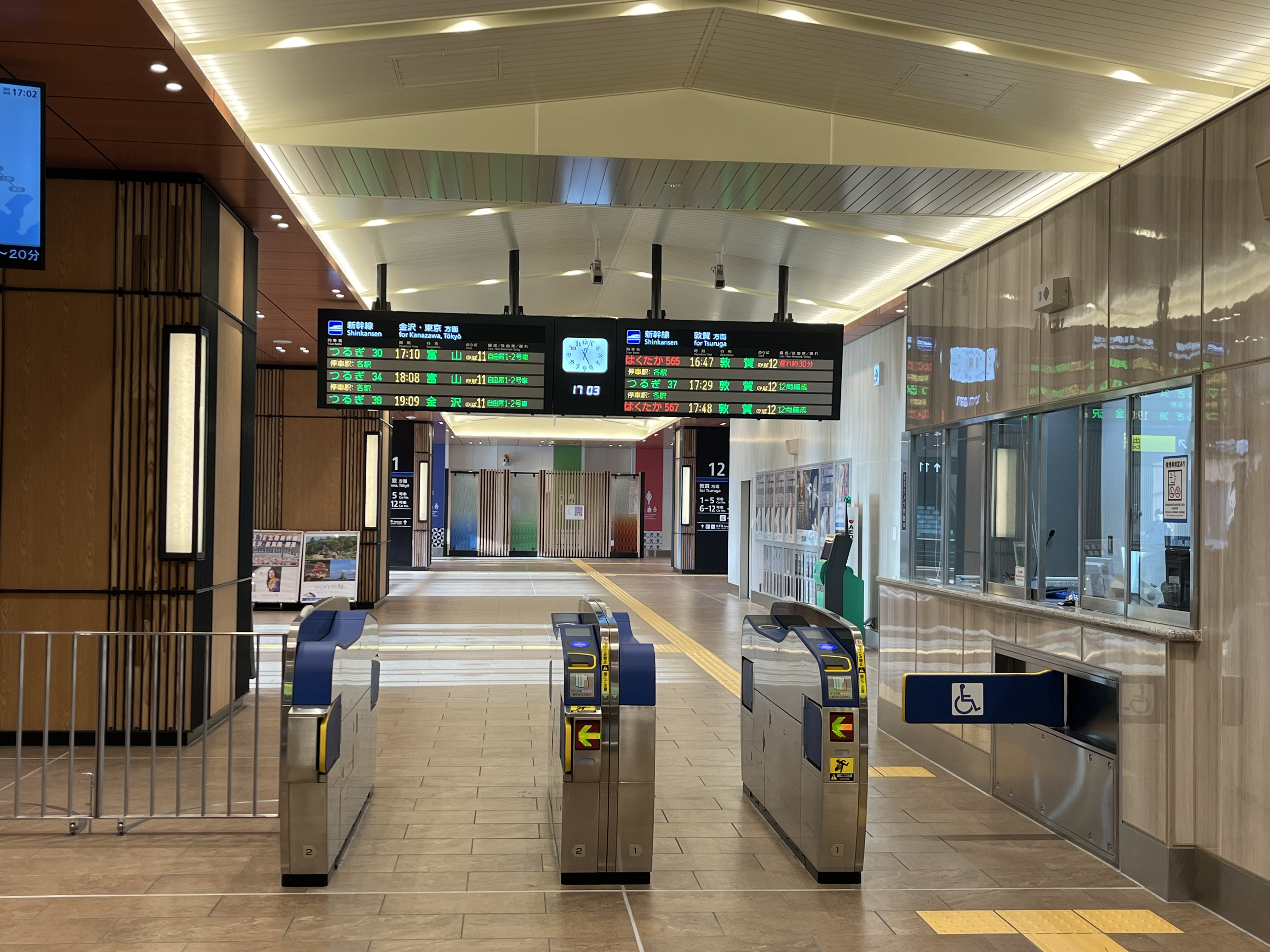
新幹線檢票口(2024年3月)

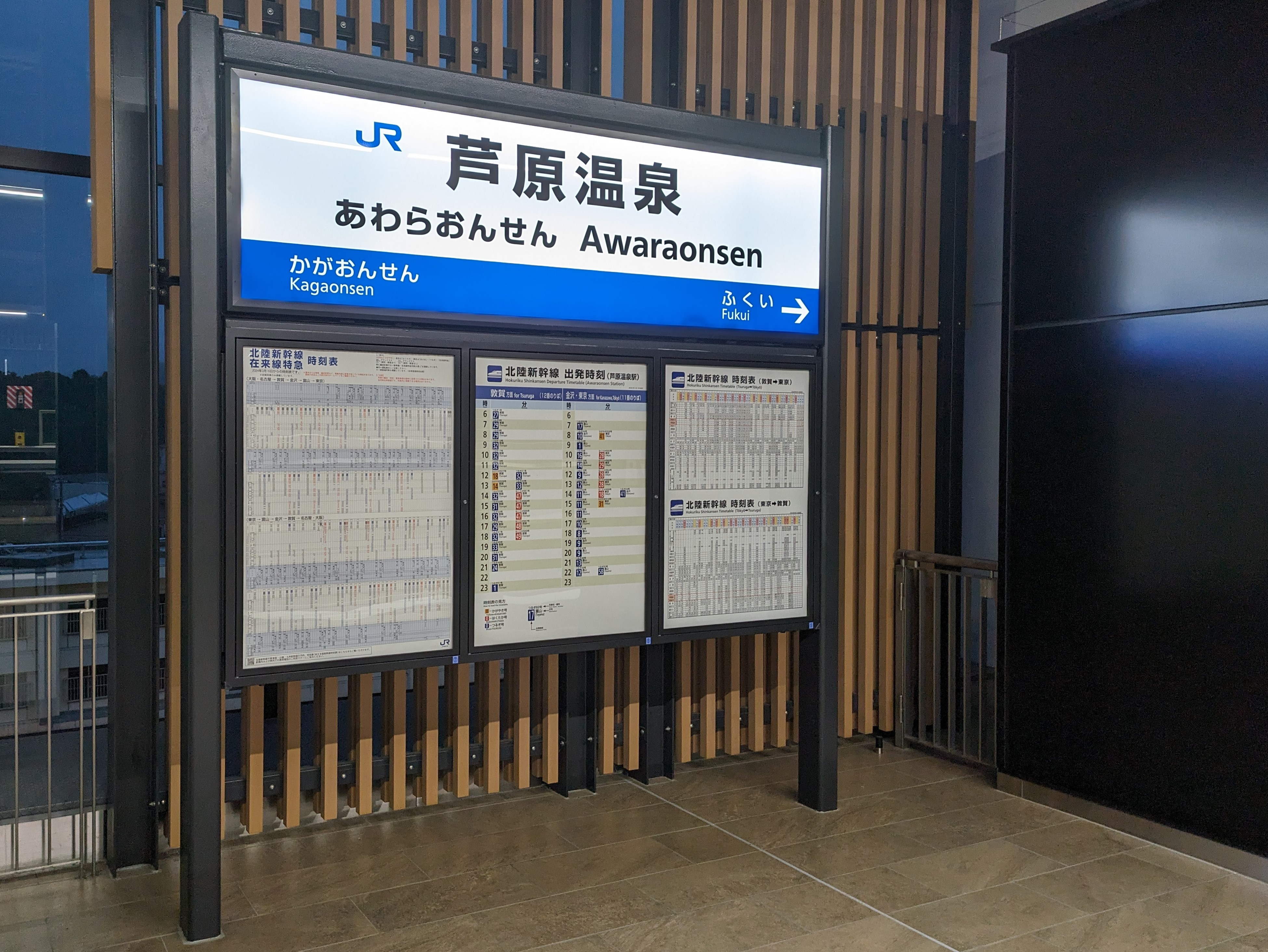
站名牌(2024年4月)

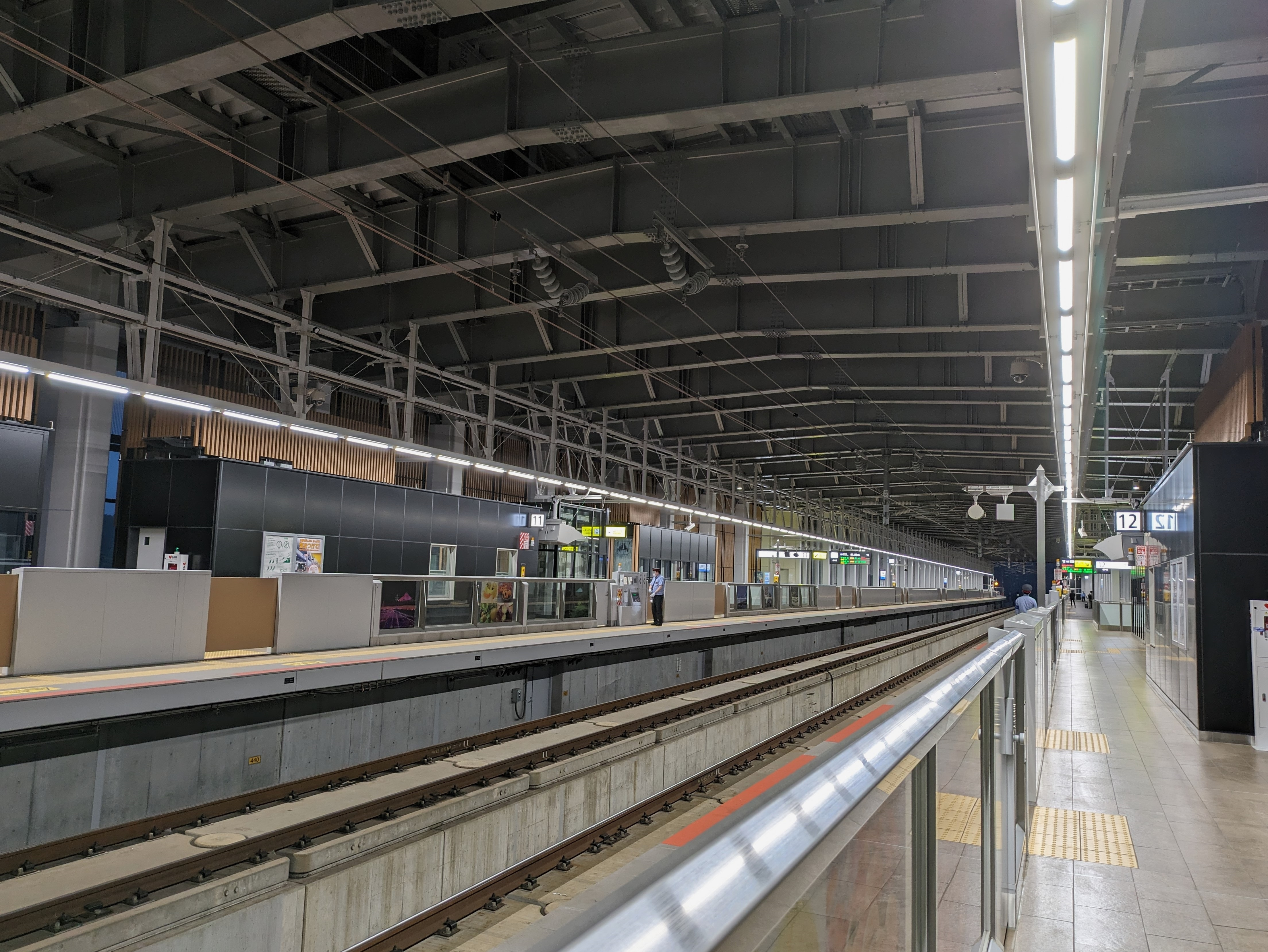
月台（2024年4月）

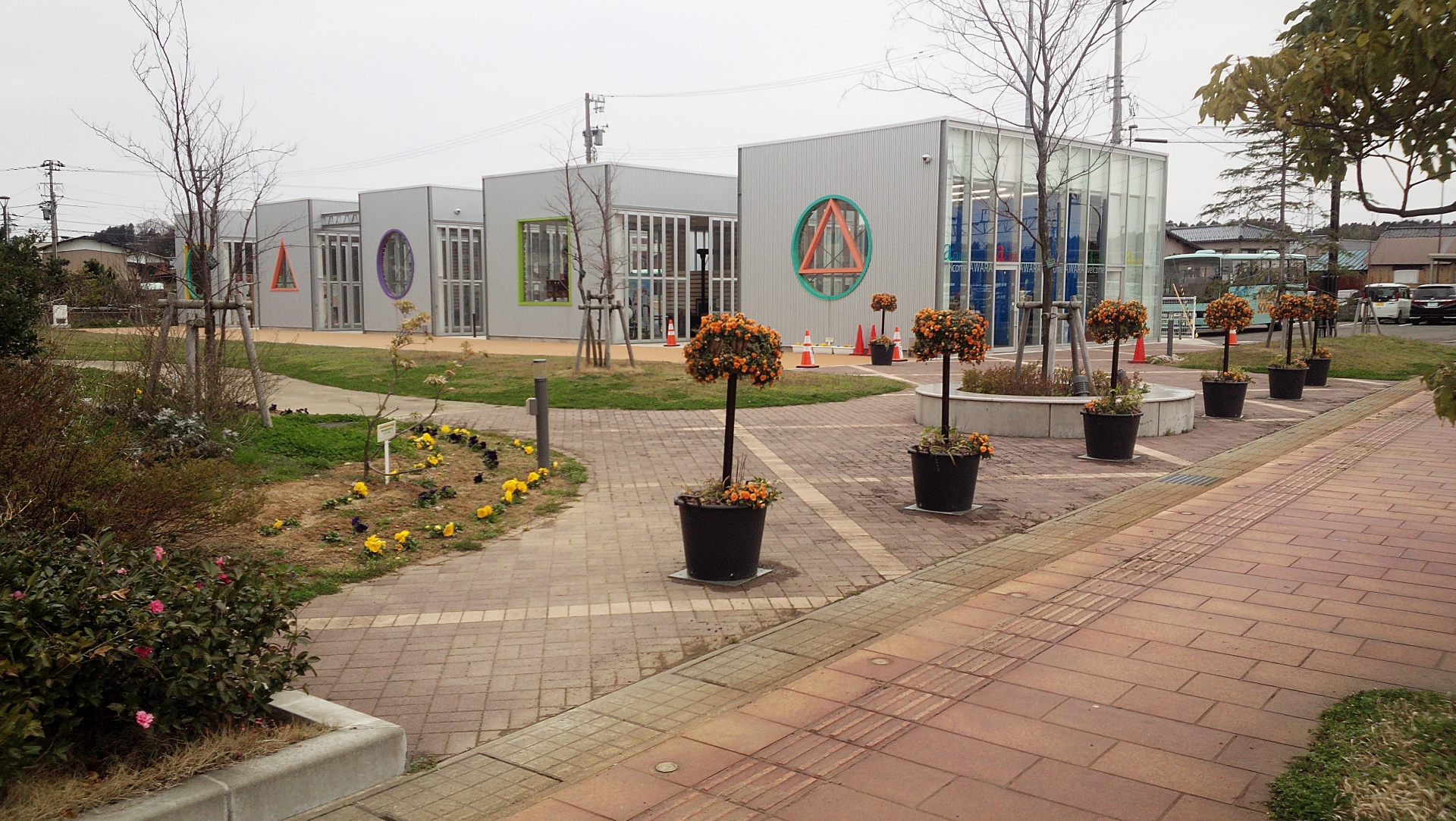
「A-cube」

#### 站房
採用橋上形式的站房，主要出入口位於西端。過往站房前為車站廣場，後來因應新幹線站房的興建，以及能將在來線及新幹線的轉換圓滑化及順理化，於是在原停車場處另建成新西口，再以東西自由連絡通道連接新幹線站房、新幹線入口及東西兩側，亦透過新建的通道接駁回在來線的站房。至於原來的西口廣場，則於2022年起興建了兩層高的多功能目的場館「Aflare」（アフレア），剛好把舊站房完全地遮擋着，隨新幹線的通車，新的東西連絡通道已經取代了原來在來線的自由通道功能。

#### 月台
設島式月台2面4線和待避設備的地上車站，站舍爲原JR西日本福井地域鐵道部管理的直營站。
站内設綠窗口 、綠色售票機、觸屏式自動售票機（可使用交通IC卡）、有人剪票口、交通IC卡專用簡易型自動閘機 、發車顯示器、洗手間和商店。
因應為傷殘及老弱人士提供無障礙設備，地元團體於2009年10月遞交請願書，而作爲原JR北陸本線的整備事業的一環，JR西日本在6年後的2015年，公佈增設升降機。隨後再加裝了第2台的升降機並開始使用。
線路上，内側2線爲本線，下行的外側1線爲待避線。運轉指令上則由1號月台開始順序命名爲「下行1號線」「下行本線」「上行本線」。特急列車使用上下本線（2・3號月台），福井至本站折返的列車使用1號月台。
1號月台西側爲三國線月台的遺址。而原本在最東邊、3號月台的另一邊還有4號月台，但因為興建北陸新幹線的架空軌道及站房，於2018年棄用。路軌被拆去且整個月台邊被圍欄圍封。
| 月台 | 路線               | 方向   | 目的地         | 備註                      |
| ---- | ------------------ | ------ | -------------- | ------------------------- |
| 1、2 | ■Hapi-line Fukui線 | 下行   | 金澤方向       | 金澤方向                  |
| 3    | ■Hapi-line Fukui線 | 上行   | 福井、敦賀方向 | 本站始發列車在1號月台開出 |
| (4)  | 已撤去             | 已撤去 | 已撤去         | 已撤去                    |

- 以前3號月台旁設有4號月台。2018年3月17日後遭廢止，拆除線路並移除月台號。

#### 歷史
- 1897年9月20日：隨鐵道院的福井站 – 小松站間延伸，以金津站之名開業。
- 1909年10月12日：制定線路名称，屬北陸本線。
- 1911年12月15日：鐵道院三国線本站～三國站一段開業。隨後的1913年1月1日三國線沿海岸延長至三國港站。
- 1929年8月14日：永平寺鐵道的金津站開業（共用站）。永平寺鐵道線金津 - 新丸岡間開業。同年12月10日延長至永平寺口，永平寺鐵道線全線通車。
- 1934年3月1日：開始運行福井 - 金津 - 三國港間，三國線直通的列車加入氣動車，隨後延長至武生。和蒸氣列車一併運行。
- 1940年11月1日：由於需準備軍備而實施對汽油的消費管制，三國線直通的氣動車車廢止，改由原來的蒸氣列車運行。
- 1944年：

- 10月11日：三國線的停運。三國線的蘆原站停業。三國線的三國 - 三國港間的營業權交由京福電氣鐵道。
- 12月1日：永平寺鐵道併入京福電氣鐵道合併，稱爲永平寺線。

- 1946年8月15日：國鐵三國線的金津 - 蘆原間恢復營業。三國線的列車直通到京福的蘆原 - 三國港間。
- 1969年9月18日：京福電氣鐵道永平寺線的金津 - 東古市間廢止。
- 1972年：

- 3月1日：國鐵三國線廢線。國鐵蘆原站也被廢站。京福電氣鐵道的蘆原站改称「{{蘆原湯之町站]]」。國鐵巴士改為開辦金津三國線。
- 3月15日：隨着三國線蘆原站被廢站，金津站改稱「蘆原温泉站」。
- 11月：改建爲現在的第3代站舍。

- 1986年11月1日：停止處理行李運送。
- 1987年4月1日：隨着國鐵分割民營化，成爲西日本旅客鐵道（JR西日本）和日本貨物鐵道（JR貨物）的站。
- 2015年5月19日：在市民請願下建增設升降機[5]。8月，連接站台和站舍的第二台升降機竣工[5]。
- 2015年10月：站舍内的設備進行更新。除自動售票機更新至最新型號外，亦增設了售賣手信的商店「7-Eleven 土產處 芦原店」。
- 2018年9月15日：可以使用IC卡「ICOCA」[6]。
- 2024年3月16日：隨北陸新幹線延伸至敦賀，在來線車站改由福井幸福鐵道營運。

## 利用状況
根據「福井縣統計年鑑」，近年1日平均乘車人數如下。
| 年度   | 1日平均乘車人數 |
| ------ | --------------- |
| 1997年 | 2,243           |
| 1998年 | 2,158           |
| 1999年 | 2,065           |
| 2000年 | 2,020           |
| 2001年 | 2,137           |
| 2002年 | 2,034           |
| 2003年 | 2,048           |
| 2004年 | 2,030           |
| 2005年 | 2,048           |
| 2006年 | 2,030           |
| 2007年 | 1,994           |
| 2008年 | 1,941           |
| 2009年 | 1,824           |
| 2010年 | 1,770           |
| 2011年 | 1,761           |
| 2012年 | 1,768           |
| 2013年 | 1,775           |
| 2014年 | 1,674           |
| 2015年 | 1,799           |
| 2016年 | 1,822           |
| 2017年 | 1,833           |
| 2018年 | 1,790           |

## 車站周邊
- 芦原温泉（日语：芦原温泉）
- 芦原市役所

## 相鄰車站
西日本旅客鐵道
■北陸新幹線
加賀温泉－芦原温泉－福井
Hapi-line Fukui
■Hapi-line Fukui線
丸岡－芦原温泉－細呂木

## 脚注
1. ↑  2022年あわら市統計書 （页面存档备份，存于），第6頁。
2. ↑  . 若草会公式Home Page.   [2016-03-03]. （原始内容存档于2016-05-30）.
3. ↑  . JR西日本 West Japan Railway Company. 2015年1月28日  [2016-03-03]. （原始内容存档于2020-10-28）.
4. ↑  「運輸通信省告示第483号」『官報』1944年10月5日（国立国会圖書館Digital Collection）
5. 1 2  . 芦原市觀光協会官方facebook.   [2016-03-03].
6. ↑  . 福井新聞. 2018-05-31  [2018-06-04]. （原始内容存档于2018-06-04）.
7. ↑  . www.pref.fukui.jp.   [2019-03-15]. （原始内容存档于2018-03-30）.

## 外部連結
- 芦原温泉站（JR西日本） （页面存档备份，存于）
- 芦原温泉站 - Hapi-line Fukui （页面存档备份，存于）（日語）